# Nadine Velazquez
Nadine Velazquez (* 20. listopadu 1978, Chicago, Illinois, USA) je americká herečka a modelka. K jejím významným rolím patří Catalina v seriálu Jmenuju se Earl a role Sofie Ruxin v seriálu Liga snů.

## Životopis
Narodila se v Chicagu a je portorikánskeho původu. Navštěvovala Notre Dame High School pro dívky a má bakalářský titul v marketingu z Columbia College v Chicagu.

## Kariéra
Valazques se objevila v několika reklamách, televizních seriálech a filmech. Její první rolí byla obsluha v reklamě pro McDonald's. Byla původně obsazena do role přítelkyně Fernanda Sucreho Maricruz Delgado v seriálu Útěk z vězení, ale rozhodla se pro roli v seriálu Jmenuju se Earl. První filmová role přišla s filmem Boj, ve kterém si zahrála s Jasonem Stathamem. V roce 2008 byla jedním z porotců v soutěži Miss Universe a v roce 2009 v Miss USA.
V roce 2011 si zahrála v pilotním dílu seriálu Charlieho andílci. Její postava však byla zabita po několika minutách a byla nahrazena Minkou Kelly. Zahrála si vedlejší roli ve fotbalovém sitcomu Liga snů a v dramatickém seriálu Doktorka z Dixie. V roce 2012 si zahrála ve filmu Let, po boku Denzela Washingtona. Hostující roli získala v seriálu Vychovávat Hope. Připojila se k obsazení seriálu Closer: Nové případy.

## Osobní život
V roce 2005 se provdala za agenta Marca Provissiera. Rozvedli se v roce 2011.

## Filmografie

### Film
| Rok  | Název                                           | Role                      | Poznámky            |
| ---- | ----------------------------------------------- | ------------------------- | ------------------- |
| 2003 | Motorkáři                                       | Allison                   |                     |
| 2004 | Boj o plošinu                                   | Luna                      |                     |
| 2005 | Americký sen                                    | Claudia                   |                     |
| 2005 | House of the Dead 2                             | Maria Rodriguez           |                     |
| 2007 | Boj                                             | Maria                     |                     |
| 2009 | A Day in the Life                               | speciální agentka Natasha |                     |
| 2009 | All's Faire in Love                             | Mathilda                  |                     |
| 2010 | PSA: An Important Message from Women EVERYWHERE | Woman                     | krátkometrážní film |
| 2010 | Byron                                           | Jessica                   | krátkometrážní film |
| 2012 | Guitar Face                                     | Ana Lucia                 | krátkometrážní film |
| 2012 | Let                                             | Katerina Marquez          |                     |
| 2013 | Práskač                                         | Analisa                   |                     |
| 2015 | V domě                                          | Melanie Alexander         | přímo na DVD        |
| 2015 | Clarity                                         | Carmen                    |                     |
| 2016 | Ride Along 2                                    | Tasha                     |                     |
| 2016 | The Bounce Back                                 | Kristin Peralta           |                     |
| 2016 | The Charnel House                               | Charlotte Reaves          |                     |
| 2016 | Aztec Warrior                                   | Lisa                      |                     |
| 2018 | Sharon 1.2.3.                                   | Sharon č. 2               |                     |
| 2018 | Discarnate                                      | Maya Sanchez              |                     |
| 2019 | A World Away                                    | Lyra                      |                     |

### Televize
| Rok       | Název                      | Role             | Poznámky                         |
| --------- | -------------------------- | ---------------- | -------------------------------- |
| 2003      | Báječní a bohatí           | Anna             | díl: 1.4155                      |
| 2004      | Poslední jízda             | JJ Cruz          | TV film                          |
| 2004      | Vincentův svět             | Janeen           | díl: „New York“                  |
| 2005      | Hollywood Vice             | Marla Flynt      | Television film                  |
| 2005      | Las Vegas: Kasino          | Myra Gonzalez    | díl: „Můří žena“                 |
| 2005–2009 | Jmenuju se Earl            | Catalina Aruca   | hlavní role, 96 dílů             |
| 2007      | Gangsteři z Miami          | Olivia Palacios  | TV film                          |
| 2008      | Manžel na objednávku       | Lola             | TV film                          |
| 2009      | Kriminálka New York        | Marcia Vasquez   | díl: „Smrtelná odplata“          |
| 2009      | Gary Unmarried             | Sophia           | díl: „Gary and Allison's Friend“ |
| 2009–2015 | Liga snů                   | Sofia            | 26 dílů                          |
| 2010      | Scrubs: Doktůrci           | Nicole           | díl: „Naše pravdivé lži“         |
| 2010      | Kriminálka Miami           | Sarah Walker     | díl: „Náhlá smrt“                |
| 2010      | Hawaii 5-0                 | Linda Leon       | díl: „Vražda ve vlnách“          |
| 2011      | Charlieho andílci          | Gloria Martinez  | díl: „Anděl se zlomeným křídlem“ |
| 2011–2012 | Doktorka z Dixie           | Didi Ruano       | 6 dílů                           |
| 2013      | Vychovávat Hope            | Valentina        | díl: „Kapela pro děti“           |
| 2013      | Arrested Development       | Rosalita         | díl: „It Gets Better“            |
| 2013-2014 | Real Husbands of Hollywood | Samu sebe        | 5 dílů                           |
| 2013–2015 | Closer: Nové případy       | D.D.A. Emma Rios | 17 dílů                          |
| 2014      | Killer Women               | Martina Alvarez  | díl: „La Sicaria“                |
| 2015      | Win, Lose or Love          | Nancy Gander     | TV film                          |
| 2015      | Love Is a Four-Letter Word | Rebecca          | TV film                          |
| 2016      | Z Nation                   | Camilla          | díl: „Doc's Angels“              |
| 2017–2018 | Six                        | Jackie Ortiz     | 8 dílů                           |
| 2018      | The Guest Book             | Anne             | díl: „Tonight You Become a Man“  |